# بالینگاپ، استرالیای غربی
بالینگاپ (به انگلیسی: Balingup) یک منطقهٔ مسکونی در استرالیا است که در Shire of Donnybrook-Balingup واقع شده‌است.